# SP-501
A SP-501 é uma rodovia transversal do estado de São Paulo, administrada pelo Departamento de Estradas de Rodagem do Estado de São Paulo (DER-SP).

## Denominações
Recebe as seguintes denominações em seu trajeto:
Nome:	Júlio Budiski, Rodovia
- De - até:	SP-425 (Presidente Prudente) - Santo Expedito - Irapuru
- Legislação:	LEI 6.383 DE 28/03/89

## Descrição
Faz a ligação entre os municípios de Presidente Prudente e Irapuru. É pavimentada e possui aproximadamente 82 km de extensão. A sua denominação atual foi o projeto do então deputado estadual Mauro Bragato e sancionado por Orestes Quercia.
Tem seu ponto inicial próximo ao Aeroporto Adhemar de Barrros, mais precisamente na Rodovia SP-425, denominada Rodovia Assis Chateaubriand, no município de Presidente Prudente. Seu término é na rodovia SP-294, denominada Rodovia Comandante João Ribeiro de Barros, na altura do município de Irapuru.
Principais pontos de passagem: SP 425 (Presidente Prudente) - Santo Expedito - SP 294 (Irapuru)

## Características

### Extensão
- Km Inicial: 0,000
- Km Final: 82,400

### Municípios atendidos
- Presidente Prudente
- Álvares Machado
- Alfredo Marcondes
- Santo Expedito
- Flora Rica
- Irapuru